# Belmont Mansion

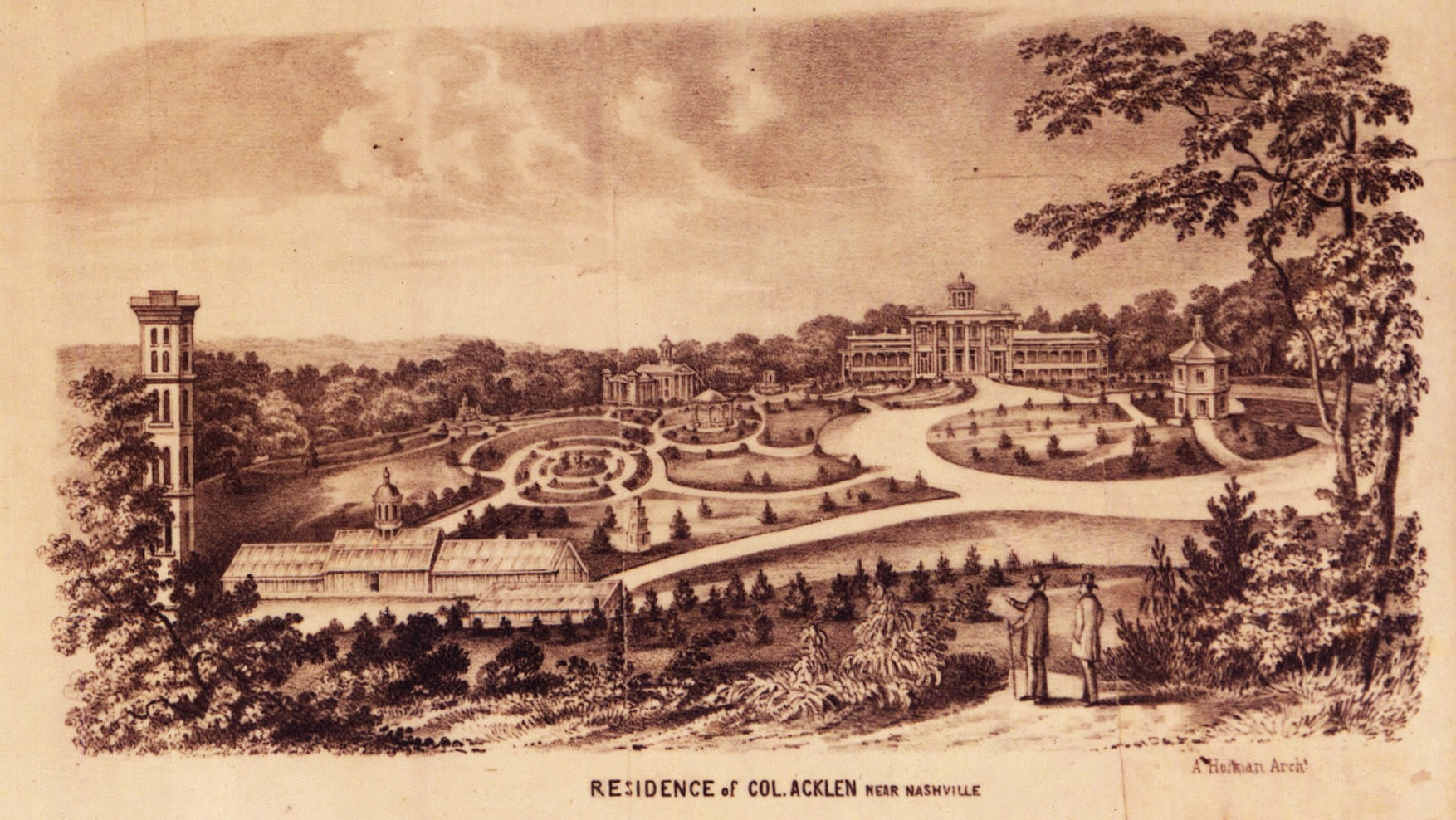
La finca Belmont: residencia del coronel Acklen cerca de Nashville, Tennessee (1860).

La Mansión Belmont (en inglés: Belmont Mansion), también conocida como Acklen Hall y originalmente como Belle Monte, Belle Mont o Belmont, es una mansión histórica ubicada en Nashville, Tennessee, Estados Unidos. Fue construida con las ganancias de la esclavitud por Joseph y Adelicia Acklen para servir como centro de su finca de verano de 73 hectáreas en lo que entonces era una zona rural a las afueras de la ciudad, y contaba con elaborados jardines y un zoológico. Vivían gran parte del resto del año en sus plantaciones en Luisiana.
La finca se vendió a finales del siglo XIX y desde 1890 se ha utilizado con fines educativos. Primero fue una academia para niñas, luego fue el primer edificio de lo que se convertiría en Belmont College y ahora en la Universidad Belmont. Actualmente funciona como museo. Fue inscrito en el Registro Nacional de Lugares Históricos en 1971.

## Historia
En 1849, tras la muerte de su esposo, el comerciante de esclavos Isaac Franklin, de la Plantación Fairvue, quien le legó su fortuna esclavista, la acaudalada viuda Adelicia (Hayes) Franklin se casó con Joseph Alexander Smith Acklen, un joven abogado de Alabama. Comenzaron la construcción de Belle Monte (Belmont) en 180 acres (73 ha) en el condado de Davidson, cerca de la capital del condado, Nashville. Se terminó de construir en 1853 como una casa de verano estilo villa italiana. Adelicia y Joseph usaban Belmont como residencia de verano. Vivían el resto del año en una de sus siete plantaciones de algodón de Luisiana, que totalizaban 8600 acres (3480 ha).
En Belmont Mansion, los Acklen construyeron, amueblaron y diseñaron el paisaje de una de las casas anteriores a la guerra más elaboradas del sur, con un total de 36 habitaciones y 19 000 ft² (1800 m²). La finca contenía diversos edificios, y la casa se encontraba en la cima de la colina. Balcones cubiertos con barandillas y molduras de hierro fundido rodeaban la casa para proteger las ventanas del sol. En la cima, una cúpula octogonal de tres metros ventilaba la casa durante los meses de verano. También se utilizaba como observatorio astronómico para observar las estrellas, la finca y el centro de Nashville.
Junto a la casa, había una casa de huéspedes en forma de T y una galería de arte. El ala sur de la casa de huéspedes albergaba habitaciones y una bolera. La galería de arte, con techo de cristal corrugado, ocupaba el ala norte.
Los terrenos incluían suntuosos jardines, invernaderos, un aviario, un lago y un zoológico. Los invernaderos albergaban frutas y flores tropicales, además de camelia japónica, jazmín, lirios y cactus. El zoológico contaba con osos, monos, pavos reales, pájaros cantores, un búho blanco, caimanes de Luisiana y un parque de ciervos.

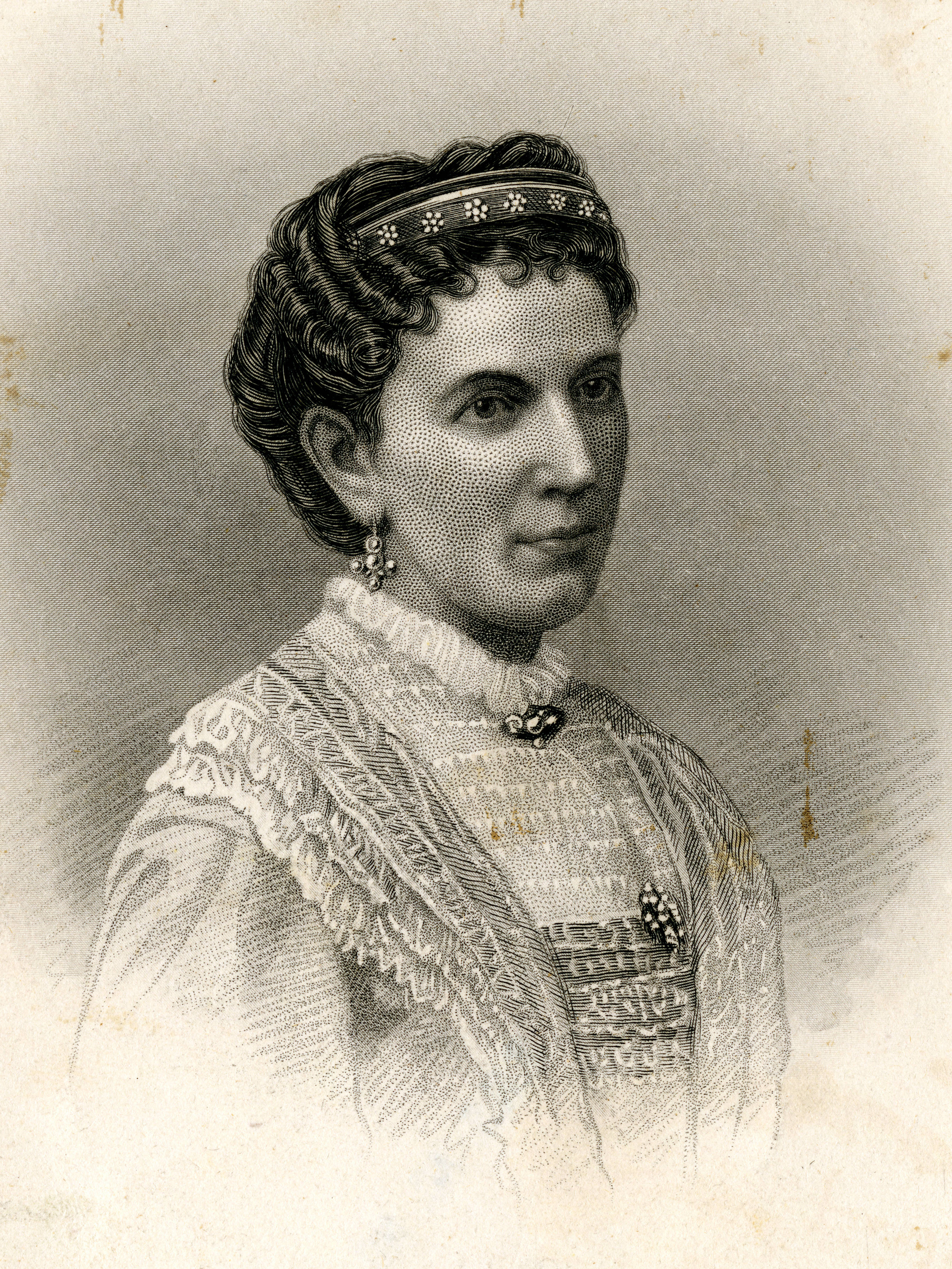
Adelicia Acklen.

Joseph y Adelicia tuvieron seis hijos, pero sus gemelos murieron de escarlatina a los dos años en 1855. En 1863, Joseph falleció en Luisiana, donde supervisaba sus plantaciones durante la guerra de Secesión. Adelicia negoció en secreto acuerdos con las autoridades de la Unión y la Confederación para permitir el envío de 2800 fardos de su algodón a Liverpool, Inglaterra, y su venta por un total de 758 000 dólares.
Mientras las fuerzas de la Unión y la Confederación se preparaban para la Batalla de Nashville en diciembre de 1864, el general de la Unión Thomas J. Wood acampó 13 000 soldados en los terrenos de la mansión durante dos semanas. Si bien los terrenos sufrieron algunos daños, la Mansión Belmont y su contenido sobrevivieron ilesos a la guerra de Secesión.
Inmediatamente después de la guerra, Adelicia y sus cuatro hijos sobrevivientes viajaron a Europa. Durante su estancia allí, continuó acumulando su vasta colección de arte, que incluía cinco importantes estatuas de mármol de los escultores estadounidenses más importantes que trabajaban en Roma. Entre ellas, se encontraban obras de Randolph Rogers, William Henry Rinehart, Joseph Mozier y Chauncey Ives. Cuatro de estas piezas permanecen en la mansión en la actualidad. En Francia, Adelicia fue presentada en la corte del emperador Napoleón III y su esposa, la emperatriz Eugenia de Montijo.
Meses antes de su muerte, Adelicia vendió Belmont y los terrenos circundantes a Lewis T. Baxter por unos 54 000 dólares. Fue adaptado y en 1890 abrió sus puertas como academia femenina y colegio universitario. La escuela se fusionó con el Seminario Ward en 1913 y pasó a llamarse Ward-Belmont. La Convención Bautista de Tennessee adquirió la escuela en 1951 y fundó Belmont College, una universidad mixta de cuatro años.
Se desarrolló como una universidad que ofrecía programas de posgrado y, en 2007, la Universidad Belmont se separó de la Convención Bautista de Tennessee. Actualmente, la mansión es propiedad de la Asociación de Mansiones de Belmont y de la Universidad Belmont. Su administración y conservación corren a cargo de la Asociación de Mansiones de Belmont.
Espejos con marcos dorados cuelgan sobre repisas de mármol, reflejando los elaborados gasoliers y los salones elegantemente amueblados. Gran parte del cristal veneciano original aún adorna las ventanas, puertas y travesaños de Belmont. El Gran Salón es considerado por los historiadores de la arquitectura como el interior doméstico más elaborado construido en Tennessee antes de la guerra. Ahora mantenido como parte del campus universitario, los jardines albergan cinco cenadores de hierro fundido. El jardín 105 pies (32,0 m) La torre de agua permanece en el terreno y hoy sirve como campanario de la Universidad Belmont.
Entre los muchos visitantes notables de la casa se incluyen Sarah Polk, William Walker, Agustín de Iturbide, Dwight L. Moody, Thomas Huxley y Octavia Walton Le Vert.
La Mansión Belmont fue incluida en el Registro Nacional de Lugares Históricos en 1971.

## Lectura adicional
- Wardin, Albert W. (2005). Belmont Mansion: The Home of Joseph and Adelicia Acklen. Nashville: Belmont Mansion Association.